# 岩生堇菜
岩生堇菜（学名：Viola adenothrix）为堇菜科堇菜属的植物，是台灣的特有植物。分布在台灣本島，生长于海拔2,000米的地区，常生长在山地。